# Roždace
Roždace (cyr. Рождаце) – wieś w Serbii, w okręgu pczyńskim, w mieście Vranje. W 2011 roku liczyła 33 mieszkańców.